# Loewinella aphaea
Loewinella aphaea är en tvåvingeart som beskrevs av Seguy 1950. Loewinella aphaea ingår i släktet Loewinella och familjen rovflugor.
Artens utbredningsområde är Niger. Inga underarter finns listade i Catalogue of Life.